# Jean-Baptiste Demandre
Jean-Baptiste Demandre fut un homme d'Église français né le 23 octobre 1739 à Saint-Loup-sur-Semouse (aujourd'hui en Haute-Saône) dans une famille qui travaillait dans l'exploitation des forges et décédé le 21 mars 1823 à Besançon. 

## Biographie
Préfet des classes à Besançon, il est nommé curé de l'église Saint-Pierre de Besançon en 1777. Curé de Saint-Loup[réf. nécessaire], il siège à la Constituante à partir de juillet 1789 après la démission du chanoine Pierre-Philippe Millot. Il prête serment à la Constitution civile du clergé dont il est un ardent partisan. 
Sous la Terreur, il est incarcéré à Dijon. 
En mai 1798, il est élu évêque constitutionnel du Doubs. Il réunit un synode diocésain à Besançon en août 1798 et un concile métropolitain en août 1800. Il donne sa démission d'évêque après la signature du Concordat de 1801.
Le nouvel archevêque, Claude Le Coz, lui aussi ancien constitutionnel, le nomme curé de la paroisse Sainte-Madeleine de Besançon, chanoine honoraire et vicaire général. Dans ce quartier modeste de Battant, il devint vite un pasteur très aimé en raison de sa réputation de piété et de sa charité.
Ses obsèques furent la cause d'un grand trouble puisque l'archevêque (ancien insermenté) avait refusé d'inhumer l'abbé Demandre avec ses insignes épiscopaux, à la grande colère de ses paroissiens.